# Fort Spitbank
Fort Spitbank, ook wel bekend als Fort Spitsand, Fort Spit Sand of Fort Spit, is een zeefort gebouwd als resultaat van een militair onderzoek in 1859. Het fort is een van de vier forten gebouwd ter verdediging van Portsmouth. Na het vervallen van de militaire functie is het verbouwd tot museum en later tot luxe hotel.

## Bouw en bewapening
De vier gepantserde forten in de Solent zijn ontworpen door kapitein EH Stewart. Hij stond onder toezicht van de assistent-inspecteur-generaal van Fortificaties, kolonel WFD Jervois. Het viertal had tot doel de Solent de verdedigen tegen aanvallen vanuit zee. Southampton en Portsmouth, de belangrijke militaire haven, werden met deze forten ook beschermd.
Met de bouw van Spitbank werd in 1861 een aanvang gemaakt, maar al snel werd het werk gestaakt. Het duurde tot maart 1867 eer de werkzaamheden weer werden hervat en in 1878 was het werk voltooid. De bouwkosten waren £ 167.300. De basis van het fort bestaat uit een dikke ring van betonblokken, het centrale deel is opgevuld met klei en de buitenkant werd het afgewerkt met granietblokken. Deze basis werd aan de bovenkant afgedicht met een dikke laag beton waarop de twee verdiepingen werden gebouwd.
Spitbank is kleiner dan de twee belangrijkste Solent-forten, Fort Horse Sand en Fort No Man's Land. Spitbank was een extra verdediging voor het geval vijandelijke schepen de twee belangrijkste forten toch wisten te passeren. Spitbank ligt twee kilometer voor de ingang van de haven van Portsmouth. Het heeft een diameter van 49,4 meter (162 voet) aan de basis en loopt naar boven iets naar binnen. Aan de bovenkant is de diameter nog zo'n 146 voet.
Er is een verdieping waar de kanonnen stonden opgesteld. Aan de kwetsbare zeezijde zorgden zware pantserplaten voor de bescherming. Hieronder is een kelder voor de opslag van munitie en voorraden. Hier was ook de keuken. Voor het drinkwater was een put geslagen.
De oorspronkelijk plannen voor de bewapening waren negen 10 inch-kanonnen aan de zeezijde en zes 7 inch-kanonnen aan de landzijde. Tegen de tijd van voltooiing was het plan echter veranderd, aan de zeewaartse kant kwamen er 12,5 inch-kanonnen. Vanaf 1884 werden modernere 12-inch achterladers geïnstalleerd en deze bleven in dienst tot na de Eerste Wereldoorlog. In 1898 veranderde de taak van het fort, het kreeg de opdracht aanvallen met lichte vaartuigen tegen te gaan en op het dak kwamen twee 4,7 inch-kanonnen met zoeklichten. In het begin van de 20e eeuw werden op drie na alle grote kanonnen verwijderd. Door de jaren heen werden de kleinere kanonnen en zoeklichten gemoderniseerd. In 1938 verdwenen ook de 4,7 inch kanonnen en tijdens de Tweede Wereldoorlog waren er slechts twee Lewis machinegeweren en een 40mm-Bofors kanon.
Voor de bemanning, zo'n 30 man, was het leven op het fort geen plezierige aangelegenheid. Alleen militairen zonder zwemvaardigheden werden geselecteerd om ontsnapping van het eiland te voorkomen.

## Museum en hotel
In 1956 werd de kustartillerie afgeschaft en bleef het eiland ongebruikt achter. In 1962 werd het fort overbodig verklaard en het jaar daarop zonder succes te koop aangeboden. In 1967 werd het een monument.
Het duurde tot 1982 voor een koper voor het eiland werd gevonden. Het fort werd gerestaureerd en als museum opengesteld voor het publiek. In 2009 werd het weer te koop aangeboden. De vraagprijs was £ 800.000, maar het werd voor meer dan £ 1 miljoen verkocht. Het werd wederom gerenoveerd en in 2012 geopend als luxe hotel. Tijdens de coronapandemie werd het hotel gesloten en begin 2022 werd het te koop aangeboden.

## Fotogalerij

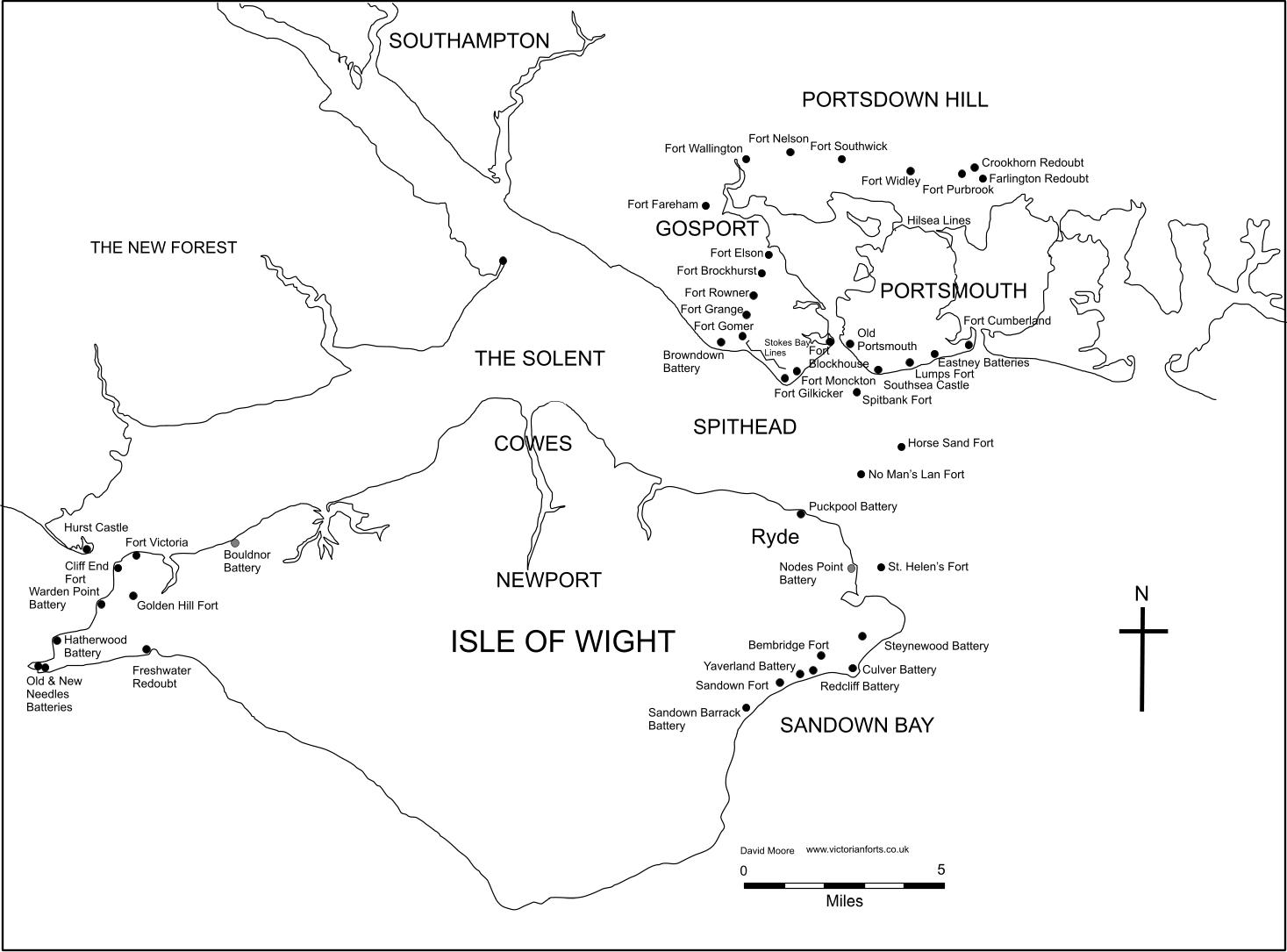
Kaart met forten om Portsmouth
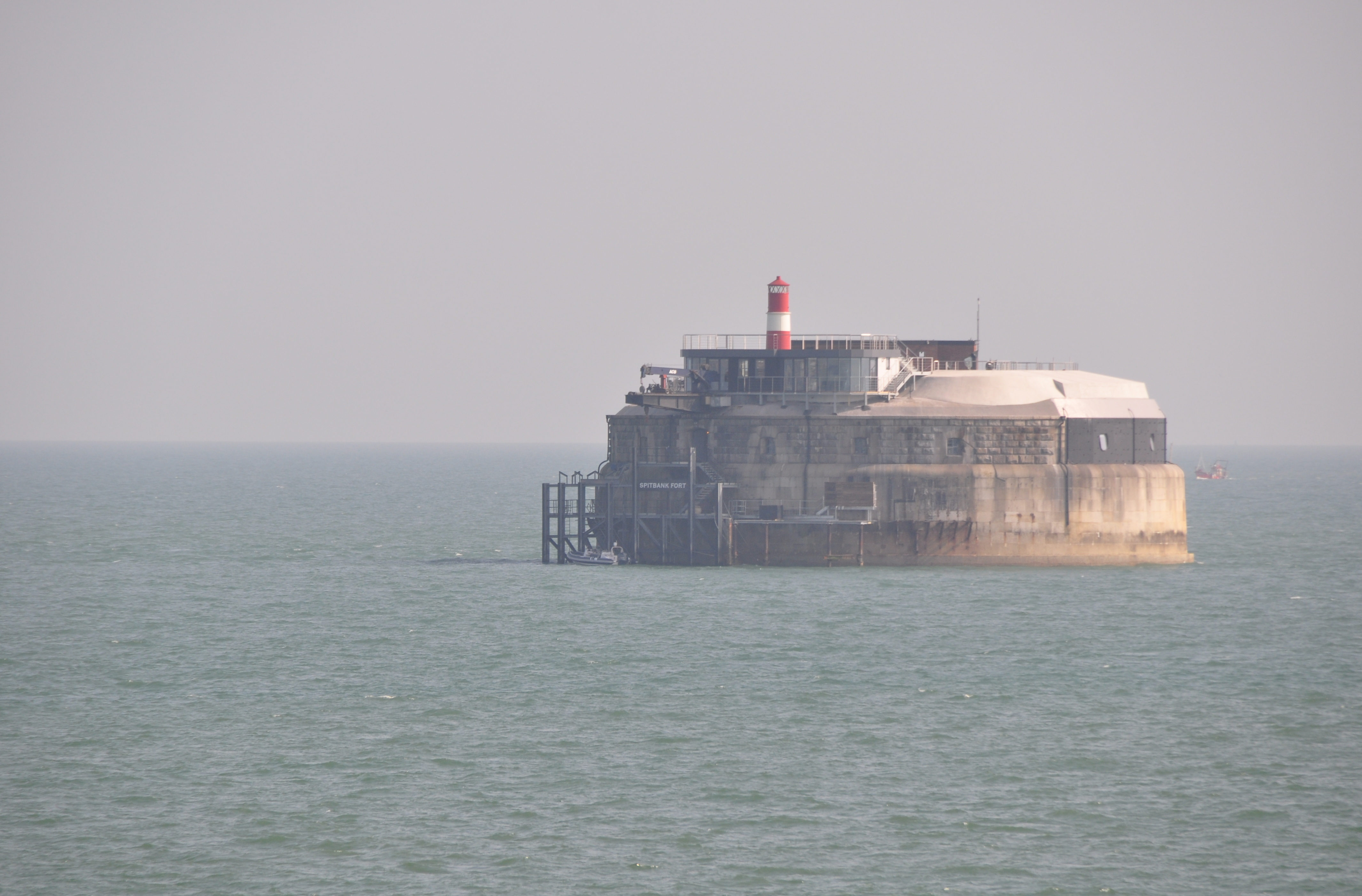
Fort Spitbank
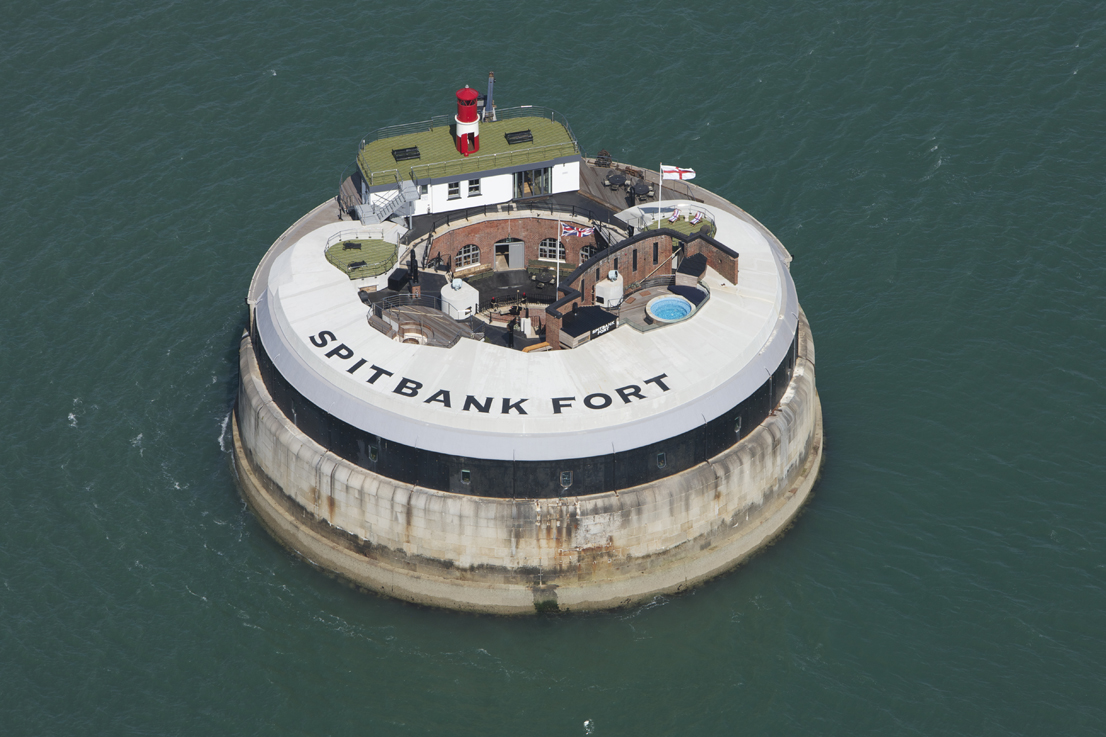
Het fort als hotel in 2012
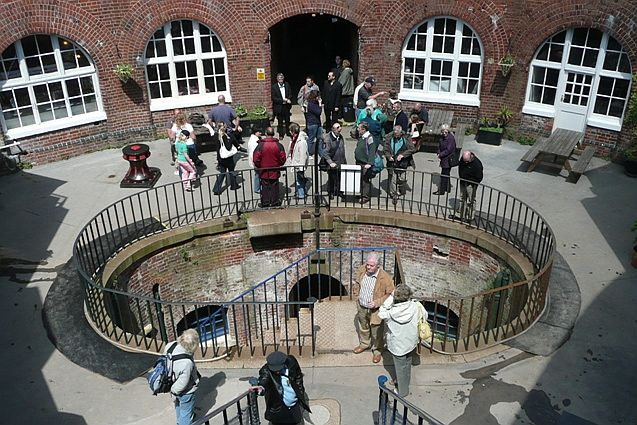
Zicht op de binnenplaats